# WWE Saturday Morning Slam
WWE Saturday Morning Slam foi um programa de televisão de wrestling profissional produzido pela WWE, exibido no bloco Vortexx, no canal The CW entre 25 de agosto de 2012 e 11 de maio de 2013. A série tinha como público-alvo crianças, com perfis dos lutadores da WWE, gravações de bastidores, uma luta exclusiva e divulgação das iniciativas sociais da WWE, como a campanha anti-bullying "Be A Star". Além disso, a série focava na interatividade e em mídias sociais (como o Tout, investimento da WWE).
A série marca o retorno da WWE à programação do canal The CW, já tendo exibido o SmackDown entre 2006 e 2008 (e entre 1999 e 2006 na UPN, umas das emissoras que formaram a The CW em 2006).
O programa tinha classificação TV-G (um nível abaixo da TV-PG dos outros programas da WWE) e, por ser especificamente voltado às crianças, não permite movimentos e golpes na região do pescoço.

## Equipe

### Gerentes Gerais
| Gerentes Gerais | Datas                                    |
| --------------- | ---------------------------------------- |
| Mick Foley      | 16 de março de 2013 - 11 de maio de 2013 |

### Apresentadores
| Apresentadores | Datas                                     |
| -------------- | ----------------------------------------- |
| Tony Dawson    | 25 de agosto de 2012 – 11 de maio de 2013 |

### Comentaristas
| Comentaristas                  | Datas                                     |
| ------------------------------ | ----------------------------------------- |
| Josh Mathews e um convidado[1] | 25 de agosto de 2012 - 11 de maio de 2013 |

1 Os comentaristas incluíram Booker T, Daniel Bryan, Dolph Ziggler, Heath Slater, Kofi Kingston, The Miz, Cody Rhodes, R-Truth, Santino Marella e William Regal.

### Locutores
| Locutores   | Datas                                     |
| ----------- | ----------------------------------------- |
| Tony Chimel | 25 de agosto de 2012 - 11 de maio de 2013 |